# Aşağı Fatmacık, Birecik
Aşağı Fatmacık là một xã thuộc huyện Birecik, tỉnh Şanlıurfa, Thổ Nhĩ Kỳ. Dân số thời điểm năm 2011 là 556 người.